# Distretto di Tercan
Il distretto di Tercan (in turco Tercan ilçesi) è uno dei distretti della provincia di Erzincan, in Turchia.